# Campanile del duomo di Sant'Andrea Apostolo in Portogruaro
Il campanile del duomo di Portogruaro – e torre civica – è la torre campanaria associata al duomo di Portogruaro.

## Storia
Il campanile risale, nella parte più antica, al XII secolo. Con molta probabilità venne edificato assieme alla precedente pieve di Portogruaro, demolita nel 1792 per poi essere ricostruita l'anno successivo in stile neoclassico. Nel 1511 i Sassoferrato fecero rivestire in piombo la cuspide in legno e i lavori terminarono il 12 marzo 1512. Nel 1876, dato che il legno si era corroso e la cuspide stava per crollare, venne demolita e il campanile restaurato. Nel luglio 1877 vennero iniziati i lavori per l'innalzamento di una nuova cuspide e con essa venne spostata anche la cella campanaria: questa si trovava circa a 26 metri mentre, dopo i lavori, venne ricostruita a 31 metri da terra; al posto della precedente venne posizionato l'orologio. Con i lavori del 1877, conclusi nel novembre 1879, il campanile passò da 47.50 metri agli attuali 59. Quando vennero apportate queste modifiche, il campanile era già pendente. La torre è presente nello stemma di Portogruaro, affiancato dalle due gru del pozzetto del Pilacorte.
All'interno contava diverse fenditure e per evitare pericoli di crolli, si pensò alla realizzazione di cinture interne di cemento armato; il 12 novembre 1962 veniva approvato il progetto di restauro della torre con un preventivo di spesa di lire 15.000.000. Con l'inizio dei lavori ci si rese conto che bisognava andare oltre la cifra prefissata: le pareti del campanile sembravano mai sazie di assorbire il cemento a loro iniettato. Fu messo in funzione anche un nuovo orologio elettrico della ditta Solari di Udine, con la possibilità di illuminare i quadranti e vennero offerte lire 1.468.000 per l'elettrificazione delle campane, lavoro eseguito dalla ditta Clocchiatti di Colugna UD. Le campane, ferme dal novembre 1962, tornarono a suonare nel 1963.
Dal 2002 è monitorato dall'Università di Trento.

## Campane
Il campanile del duomo di Portogruaro conserva un concerto di 5 campane in Re3 calante, tutte fuse dalla premiata fonderia Pietro Colbachini di Bassano del Grappa nel 1920. Le precedenti campane vennero requisite il 18 marzo del 1918 ed erano state fuse in occasione dei restauri del 1876-77. Dal 2011 le campane non suonano più a causa della pendenza della torre e sono state sostituite da 3 altoparlanti posizionati sulle trifore, che simulano un concerto di 5 campane in Do3. 
Le 5 campane in Re3 portano scritto "Me fregit furor hostis-at hostis ab aere revixi- Italiam clara voce deumque canens" "Ad Opera di Pietro Colbachini fu Giò di Bassano del Grappa 1920". Vennero benedette il 13 aprile 1920 dal vescovo, mons. Luigi Paulini.  

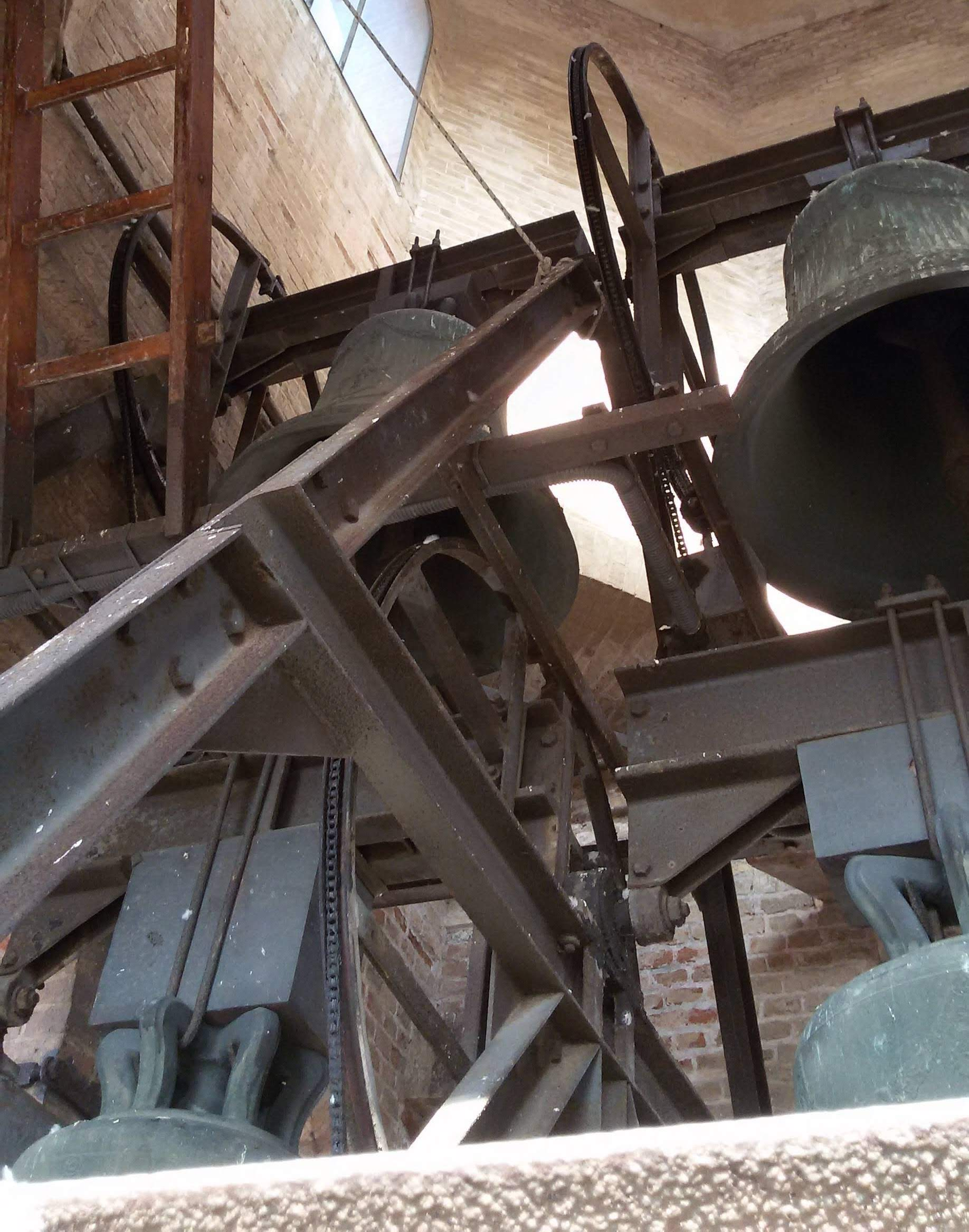
Le 4 campane minori del duomo

La programmazione delle campane era basata sulle tradizioni locali: 30 minuti prima della messa suonava il "dopli" (la distesa sincronizzata delle 3 campane maggiori), per l'angelus mattutino e del mezzogiorno la grande, mentre per quello serale la III campana. L'attuale programmazione, eseguita con gli altoparlanti, è uguale alla precedente, ma invece del "dopli" suona il "plenum" (tutte e 5 le campane simulate) e invece della III campana, suona la grande (simulata).
Il 6 maggio 1976, alle ore 21, le campane suonarono da sole: così si presentava il disastroso terremoto che colpì il Friuli.

## Misure della torre
Il campanile misura metri 58,86 (croce esclusa), le pareti misurano metri 8 per lato e alla base ha una circonferenza pari a metri 29,20.